# Rafiy Okefolahan
Rafiy Okefolahan est un artiste contemporain béninois, né en 1979 à Porto Novo. Il vit et travaille à Paris. Par le passé, il a travaillé dans plusieurs pays d'Afrique de l'Ouest : Togo, Sénégal (où il passe deux ans à l'École nationale des arts de Dakar) ou encore Nigeria.

## Biographie
Rafiy Smith Okefolahan est né le 7 janvier 1979 à Porto Novo au Bénin,. Formé en 2000 dans l'atelier du peintre togolais Kikolo, il poursuit en 2007 à l'École nationale des arts de Dakar. En 2008, il crée l’association Elowa, pour stimuler la création des arts visuels au Bénin et favoriser les échanges entre artistes.
Le gouvernement béninois lui commande en 2014 une œuvre monumentale pour l’aéroport international de Cotonou. En novembre 2017, il est invité par la galerie Charron à Paris.

## Style
Rafiy Okefolahan peint, sur toile ou sur tissu, avec divers matériaux : huile, pigments, mais aussi sable, rouille, charbon... Il utilise parfois aussi la photographie ou l'installation. Son travail est coloré et utilise essentiellement des teintes primaires. Sa peinture oscille entre l'abstraction et la figuration. Son travail est très influencé par la culture béninoise.

## Expositions
Expositions personnelles
(liste non exhaustive)
- 2016 : Passages, Galerie Lazarew Bruxelles et Paris
- 2015 : Passion / Compassion, Mundus Imaginalis, Genève
- 2014 : Explosion, Galerie Lazarew, Paris, France[7]
- 2012 : Résistances, Galerie Out Of Africa, Benasque, Espagne

Expositions collectives
(liste non exhaustive)
- 2014 : Galerie Gafra, Londres, Angleterre
- 2012 : Espace ABC, Cotonou, Bénin

## Collections publiques
- Aéroport international de Cotonou, Bénin
- Fort du Vert-galant, Wambrechies, France
- Fundacio Setba, Barcelone, Espagne
- Fondation Galiou Soglo, Bénin